# ターザン:REBORN
『ターザン:REBORN』（ターザン リボーン、原題: The Legend of Tarzan）は、2016年に公開されたアメリカ合衆国の2D・3D映画。
本作はジャングルで動物たちに育てられたターザンが人間の女性と結婚した後の話が描かれる。

## ストーリー
1884年、ベルリン会議においてベルギー国王レオポルド2世がコンゴ盆地の領有権を確保し、コンゴ自由国が成立する。しかし、コンゴの経営に行き詰まり莫大な負債を抱えたレオポルド2世は、事態を打開するため側近のレオン・ロムをコンゴに派遣し、ダイヤモンドの採掘を命じる。ロムはコンゴ奥地の部族と接触し、族長ムボンガと「ターザンと引き換えにダイヤを渡す」という契約を交わす。
父の名を継ぎグレイストーク卿となったジョン・クレイトンの元に、レオポルド2世からのコンゴ視察依頼が届く。視察を断るジョンに対し、アメリカ特使のウィリアムズは「コンゴで行われている奴隷労働の実態を暴きたい」と協力を持ちかける。コンゴ行きを承諾したジョンは妻ジェーンを連れてウィリアムズと共にコンゴを訪れ、ジェーンと出会った部族の村に到着する。しかし、そこでロムの率いる公安軍に襲撃され、ジェーンが連れ去られてしまう。ジョンとウィリアムズは部族の若者と共にロムを追いジャングルを横断する。途中で奴隷を輸送する列車を襲ったジョンたちは奴隷売買の帳簿を手に入れ、さらに、ロムが2万人の傭兵を雇いコンゴ全域の制圧を計画していることを知る。
部族の若者たちと別れたジョンとウィリアムズはジャングルの奥地に向かうと、そこではムボンガからダイヤを受け取ったロムが船に乗り込んだ後だった。かつて息子をジョンに殺されたムボンガは復讐を果たそうとジョンに襲いかかる。ジョンは育ての母ゴリラのカラをムボンガの息子に殺されたことを告げ、「やがてロムは君たちを皆殺しにやって来る」と語る。そこにジョンの兄弟ゴリラたちが現れ決闘が終了し、ジョンとウィリアムズはロムを追いボマ港に向かう。
ボマ港に到着したロムは、銀行家フラムが約束の傭兵を乗せた船団を引き連れ入港したことに安堵するが、ジョンが率いる動物たちに街を襲撃され公安軍が壊滅する。ロムはジェーンを囮にして船に乗り込み脱出するが、ウィリアムズの機関銃掃射を受け船が座礁する。ジェーンを救出したジョンは船に乗り込みロムへの復讐を果たし、船を爆破する。ダイヤが船ごと海に沈んだことを知ったフラムは船団と共に撤退する。
1890年、コンゴから帰還したウィリアムズは帳簿を元にレオポルド2世のコンゴ経営を弾劾する。それから1年後、ジョンとジェーンはコンゴの部族の村に滞在し、ジェーンの父が暮らしていた家で子供を出産する。

## キャスト
※ 括弧内は日本語吹き替え
- ジョン・クレイトン / ターザン - アレクサンダー・スカルスガルド（桐谷健太）

貴族院議員。かつてはジャングルで暮らし、ターザンと名乗っていた。ジャングル育ちゆえか超人的な身体能力を持つ。
- ジェーン・クレイトン（英語版） - マーゴット・ロビー（井上麻里奈）

ジョンの妻。自然が好きで野生動物に詳しく、知人たちの子供を集めてはそれを教えている。
- ジョージ・ワシントン・ウィリアムズ（英語版） - サミュエル・L・ジャクソン（手塚秀彰）

米国の公使。物腰は柔らかいが真剣な状況では強気かつ積極的な態度をとる。
- レオン・ロム - クリストフ・ヴァルツ（山路和弘）

ベルギー国王の腹心。ムボンガとの交渉でジョンを捕えようとする。
- 首長ムボンガ - ジャイモン・フンスー（竹田雅則）

息子をジョンに殺された。
- 英国首相 - ジム・ブロードベント（田原アルノ）
- ターザン（18歳） - ローリー・J・セイパー
- ターザン（5歳） - クリスチャン・スティーヴンズ（尾崎未來）
- カーコバー - キャスパー・クランプ（英語版）（飯島肇）

少佐。
- ターザンの父 - ハドリー・フレイザー（宮内敦士）

ゴリラの群れに殺害された。
- ターザンの母 - ジェネヴィーヴ・オライリー（英語版）

衰弱して死亡した。
- Mr.フラム - サイモン・ラッセル・ビール（長克巳）

銀行家。
- ムヴィロ - ユール・マシテン（牛山茂）

ロムに射殺される。
- ワシンブ - シドニー・ラリースェール（山崎健太郎）

ワジリ族の村人。
- クエテ - オシ・イカイル（横山太一）
- ムール - ベン・チャップリン（志村知幸）

大尉。
- 日本語吹き替え版ナレーター - ゴブリン

## 製作
『ターザン』の新作について、2003年頃からジョン・オーガストによって脚本の執筆が進められていた。2008年頃にはスティーヴン・ソマーズとスチュアート・ビートルズが共同で異なる脚本を執筆していたが、内容が『パイレーツ・オブ・カリビアン』に酷似していたため没となった。2011年頃にクレイグ・ブリュワーが脚本を執筆したが受け入れられず、2012年にはデヴィッド・イェーツが監督に起用された。しかし、2013年4月に予算の確保が困難となり制作の一時中断が発表された。
プロデューサーのジェリー・ワイントローブは、最も有名なターザン俳優のジョニー・ワイズミュラーを意識して、ワイズミュラーと同様に水泳選手のマイケル・フェルプスをターザン役に希望していた。しかし、ワイントローブは『サタデー・ナイト・ライブ』にフェルプスが出演した際の2分間の映像を観て考えを変えた。ターザン役の候補には、他にヘンリー・カヴィル、トム・ハーディ、チャーリー・ハナムなどがいたが、2012年11月14日にイェーツはアレクサンダー・スカルスガルドをターザン役に起用し、同時にサミュエル・L・ジャクソンをジョージ・ワシントン・ウィリアムズ役に起用した。2013年3月6日、ジェシカ・チャステインがジェーン役として出演交渉中であることが報じられたが、2014年1月8日にマーゴット・ロビーがジェーン役に決定した。2013年6月4日にはジャイモン・フンスーの出演が決定し、9月26日にはクリストフ・ヴァルツと出演交渉中であることが報じられ、最終的にレオン・ロム役での出演が決まった。
2014年6月30日からイギリス・ハートフォードシャーで撮影が開始され、10月3日に終了した。アフリカのシーンはガボンの映像を合成し、滝と桟橋はハートフォードシャーのスタジオ内で作られたものを使用している。

## 評価

### 興行収入
本作は北米で1億2,660万ドル、その他の地域で2億3,010万ドルを記録し、合計で3億5,670万ドルの興行収入を記録した。金融アナリストは「スタジオの想定よりも4,000万ドル少ない記録だった」と指摘している。また、「1億8,000万ドルの製作費を考えれば、続編の製作を承認させるためには4億ドルの興行収入記録が必要だった」という指摘もされている。北米では『BFG: ビッグ・フレンドリー・ジャイアント』『パージ:大統領令』と同日公開され、第1週で2,500万ドルから3,300万ドルの収益を上げた。3,561劇場の6,700スクリーンで公開され、公開初日はIMAXの140万ドルを含む1,400万ドルの収益を上げた。第1週末にはIMAXで3,800万ドル、独立記念日の休日4日間で4,560万ドルの収益を上げた。
その後はロシア・韓国など19市場で公開された。第1週末には6,700スクリーンで1,930万ドル、122のIMAX劇場で120万ドルの収益を上げた。ロシア・CISでは310万ドル、韓国では400万ドルを記録した。イギリス・アイルランドでは470万ドルの興行収入を記録した。インド、インドネシア、タイ王国、マレーシアでは公開第1週の映画ランキング第1位となった他、メキシコ（460万ドル）、ブラジル（340万ドル）、スペイン（180万ドル）、イタリア（160万ドル）、ドイツ（200万ドル）、アラブ首長国連邦（160万ドル）、日本（150万ドル）の興行収入を記録した。
中華人民共和国は世界第2の市場だったが、中国当局は自国映画を保護するためにハリウッド映画などの外国映画の上映を制限していた。本作は7月19日に公開され、初日に700万ドル、6日間で2,700万ドル、週末3日間で1,200万ドルの収益を上げた。

### 批評
Rotten Tomatoesでは210件のレビューが寄せられ、支持率36%、平均評価5.1/10となっており、「『ターザン:REBORN』は古典のキャラクターが多く登場するが、それは物語のペースの遅さを補うことはできない」と批評されている。Metacriticでは41のレビューに基づき44/100のスコアとなっており、CinemaScoreでは「A-」評価となっている。

### ノミネート
| 賞                               | 部門                                | 対象               | 結果       | 出典          |
| -------------------------------- | ----------------------------------- | ------------------ | ---------- | ------------- |
| 女性フィルム・ジャーナリスト同盟 | Actress Most in Need of a New Agent | マーゴット・ロビー | ノミネート | [ 45 ] [ 46 ] |
| ジュピター賞 (映画賞)            | 主演女優賞                          | マーゴット・ロビー | ノミネート | [ 47 ]        |
| サターン賞                       | アクション/アドベンチャー映画賞     | ターザン:REBORN    | ノミネート | [ 48 ]        |

## 地上波放映履歴
| 回 | 年   | 月 | 日 | 放送局     | 放送枠             | 備考                         |
| -- | ---- | -- | -- | ---------- | ------------------ | ---------------------------- |
| 1  | 2019 | 3  | 2  | フジテレビ | 土曜プレミアム     | 地上波初放送、本編ノーカット |
| 2  | 2021 | 8  | 17 | テレビ東京 | 午後のロードショー |                              |
| 3  | 2025 | 9  | 1  | テレビ東京 | 午後のロードショー |                              |